# Campionato mondiale Superbike 2012
Il campionato mondiale Superbike 2012 è stata la venticinquesima edizione del campionato mondiale Superbike.

## Stagione
Il titolo piloti è stato vinto per la seconda volta in carriera dall'italiano Max Biaggi su Aprilia RSV4 Factory. Nonostante il pilota romano abbia occupato la testa della classifica per gran parte della stagione, la battaglia per l'iride ha visto un lungo duello tra Biaggi, il britannico Tom Sykes su Kawasaki ZX-10R e l'altro italiano Marco Melandri su BMW S 1000 RR. L'epilogo di questa lotta a tre è avvenuto nell'ultimo appuntamento del campionato a Magny-Cours, dove al termine di Gara 2 Biaggi ha conquistando il mondiale, sopravanzando Sykes per solo 0,5 punti di vantaggio – il distacco più ristretto nella storia della categoria – e Melandri di 29,5 punti.

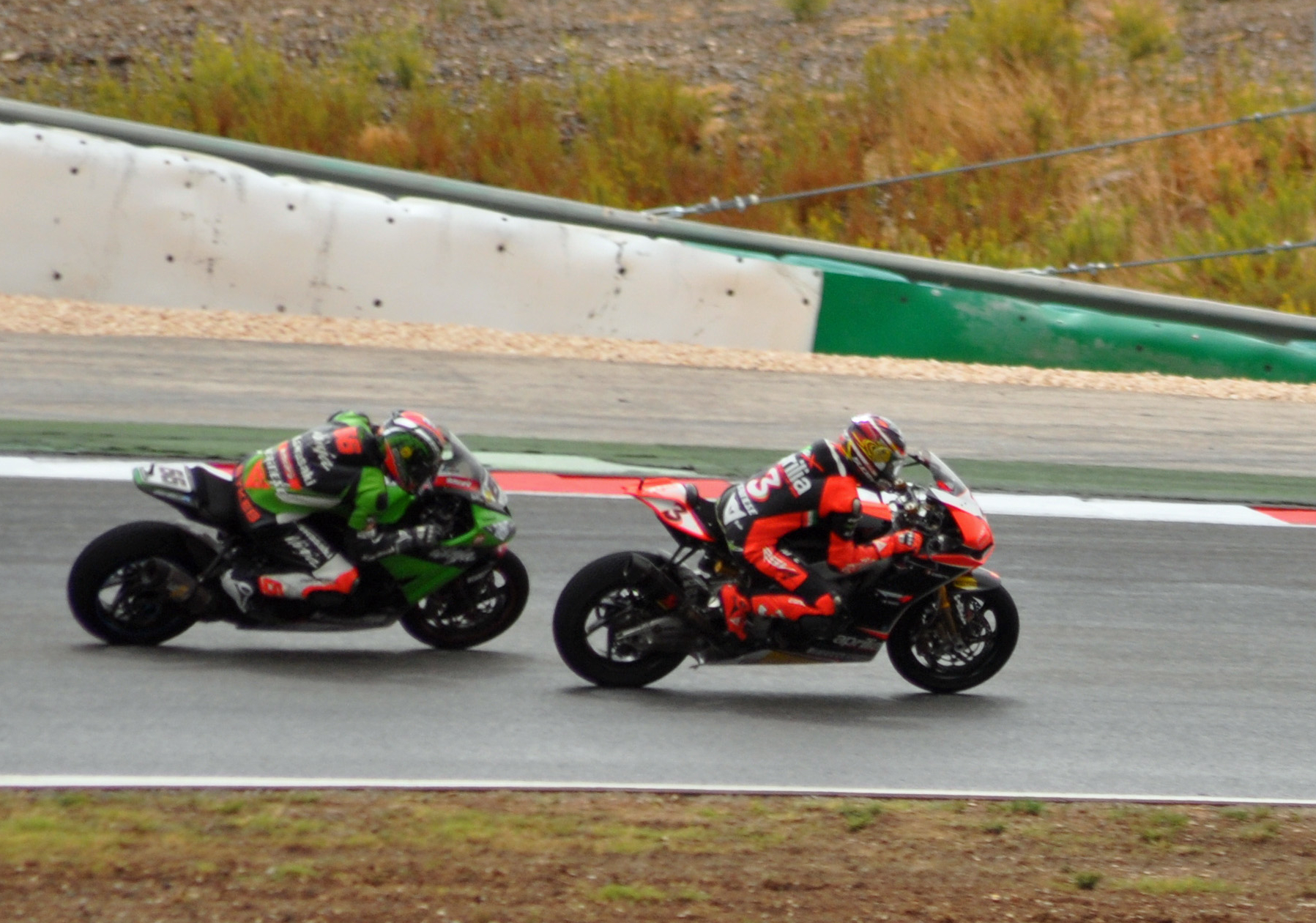
Un duello tra Biaggi e Sykes a Portimão durante il Gran Premio del Portogallo.

La costanza di piazzamenti in sella alla sua RSV4 ha permesso a Biaggi di avere la meglio su Sykes – primatista stagionale della superpole con nove partenze al palo, ma frenato spesso in gara da una ZX-10R afflitta da problemi di degrado delle gomme – e sul connazionale Melandri – che nonostante il primato annuale di sei vittorie di gara con la sua S 1000 RR, e il ruolo di sfidante più accreditato al titolo (dopo Gara 2 a Mosca era salito in vetta alla classifica), nelle ultime prove del campionato ha macchiato il suo ruolino di marcia con troppe cadute, facendosi superare da Sykes e dovendosi accontentare del terzo gradino del mondiale. Più indietro il campione uscente, lo spagnolo Carlos Checa, in gara con l'ultima evoluzione di una Ducati 1098R al passo d'addio; salvo qualche sprazzo (come la doppietta di Imola), il pilota iberico non è mai stato in condizione di difendere il titolo, terminando la stagione in quarta posizione.
Il campionato costruttori ha visto la seconda affermazione nella categoria per la casa italiana Aprilia, che ha preceduto in classifica la tedesca BMW e l'altra italiana Ducati. La casa di Noale, monopolizzando il podio di Gara 1 al Nürburgring, ha realizzato la sua prima tripletta nelle derivate di serie, mentre la casa dell'elica, al suo miglior piazzamento finale nella categoria, ha colto in Gara 1 a Donington con Melandri la sua prima vittoria in WSBK. Le due connazionali Aprilia e Ducati, con le loro RSV4 e 1098R, hanno ottenuto ex aequo il record di successi stagionali, con sette vittorie di gara a testa. La giapponese Kawasaki ha invece stabilito con la ZX-10R il primato annuale di nove superpole, tutte ad opera del già citato Sykes.

## Piloti partecipanti
fonte
Tutte le motociclette in competizione sono equipaggiate con pneumatici forniti dalla Pirelli.
| Nº  | Pilota            | Squadra                         | Motocicletta         |
| --- | ----------------- | ------------------------------- | -------------------- |
| 2   | Leon Camier       | Crescent Fixi Suzuki            | Suzuki GSX-R1000     |
| 3   | Max Biaggi        | Aprilia Racing                  | Aprilia RSV4 Factory |
| 4   | Hiroshi Aoyama    | Honda World Superbike           | Honda CBR1000RR      |
| 5   | Alexander Lundh   | Team Pedercini                  | Kawasaki ZX-10R      |
| 7   | Carlos Checa      | Althea Racing                   | Ducati 1098R         |
| 13  | Viktor Kispataki  | Prop-tech ltd                   | Honda CBR1000RR      |
| 14  | Shane Turpin      | Boulder Motor Sports            | Ducati 1098R         |
| 15  | Lorenzo Alfonsi   | Pro Ride Real Game Honda        | Honda CBR1000RR      |
| 16  | Jake Holden       | Grillini Progea Superbike       | BMW S1000 RR         |
| 17  | Joan Lascorz      | Kawasaki Racing                 | Kawasaki ZX-10R      |
| 18  | Mark Aitchison    | Grillini Progea Superbike       | BMW S1000 RR         |
| 19  | Chaz Davies       | ParkinGO MTC Racing             | Aprilia RSV4 Factory |
| 20  | David Johnson     | Rossair AEP Racing              | BMW S1000 RR         |
| 20  | David Johnson     | Team Pedercini                  | Kawasaki ZX-10R      |
| 21  | John Hopkins      | Crescent Fixi Suzuki            | Suzuki GSX-R1000     |
| 23  | Federico Sandi    | Grillini Progea Superbike       | BMW S1000 RR         |
| 25  | Joshua Brookes    | Crescent Fixi Suzuki            | Suzuki GSX-R1000     |
| 33  | Marco Melandri    | BMW Motorrad Motorsport         | BMW S1000 RR         |
| 34  | Davide Giugliano  | Althea Racing                   | Ducati 1098R         |
| 35  | Raffaele De Rosa  | Pro Ride Real Game Honda        | Honda CBR1000RR      |
| 36  | Leandro Mercado   | Team Pedercini                  | Kawasaki ZX-10R      |
| 44  | David Salom       | Team Pedercini                  | Kawasaki ZX-10R      |
| 50  | Sylvain Guintoli  | Effenbert - Liberty Racing      | Ducati 1098R         |
| 50  | Sylvain Guintoli  | PATA Racing                     | Ducati 1098R         |
| 53  | Alessandro Polita | Red Devils Roma                 | Ducati 1098R         |
| 57  | Lorenzo Lanzi     | Liberty Racing - Team Effenbert | Ducati 1098R         |
| 58  | Eugene Laverty    | Aprilia Racing                  | Aprilia RSV4 Factory |
| 59  | Niccolò Canepa    | Red Devils Roma                 | Ducati 1098R         |
| 60  | Peter Hickman     | Crescent Fixi Suzuki            | Suzuki GSX-R1000     |
| 64  | Norino Brignola   | Grillini Progea Superbike       | BMW S1000 RR         |
| 65  | Jonathan Rea      | Honda World Superbike           | Honda CBR1000RR      |
| 66  | Tom Sykes         | Kawasaki Racing                 | Kawasaki ZX-10R      |
| 67  | Bryan Staring     | Team Pedercini                  | Kawasaki ZX-10R      |
| 68  | Brett McCormick   | Liberty Racing - Team Effenbert | Ducati 1098R         |
| 69  | David McFadden    | Team Pedercini                  | Kawasaki ZX-10R      |
| 71  | Claudio Corti     | Team Pedercini                  | Kawasaki ZX-10R      |
| 76  | Loris Baz         | Kawasaki Racing                 | Kawasaki ZX-10R      |
| 84  | Michel Fabrizio   | BMW Motorrad Italia GoldBet     | BMW S1000 RR         |
| 86  | Ayrton Badovini   | BMW Motorrad Italia GoldBet     | BMW S1000 RR         |
| 87  | Lorenzo Zanetti   | PATA Racing                     | Ducati 1098R         |
| 91  | Leon Haslam       | BMW Motorrad Motorsport         | BMW S1000 RR         |
| 96  | Jakub Smrž        | Liberty Racing - Team Effenbert | Ducati 1098R         |
| 101 | Gary Mason        | Team Pedercini                  | Kawasaki ZX-10R      |
| 121 | Maxime Berger     | Effenbert - Liberty Racing      | Ducati 1098R         |
| 121 | Maxime Berger     | Red Devils Roma                 | Ducati 1098R         |
| 151 | Matteo Baiocco    | Barni Racing Team Italia        | Ducati 1098R         |
| 151 | Matteo Baiocco    | Red Devils Roma                 | Ducati 1098R         |
| 199 | Sergio Gadea      | Kawasaki Racing                 | Kawasaki ZX-10R      |

| Legenda            |
| ------------------ |
| Pilota wildcard    |
| Pilota sostitutivo |

## Calendario
La prima Superpole stagionale, valida per comporre la griglia di partenza della prova in Australia, viene cancellata a seguito della morte di Oscar McIntyre, giovane pilota che partecipava alla gara del campionato australiano Superstock 600. I piloti vengono pertanto qualificati in base ai risultati delle due sessioni di qualificazione che hanno preceduto la Superpole stessa.
La Gara 1 di Monza viene cancellata per motivi di sicurezza legati alle condizioni atmosferiche, mentre Gara 2 viene interrotta per pioggia prima del raggiungimento dei due terzi della distanza prevista, e quindi viene assegnata la metà del punteggio. Per ragioni analoghe viene attribuito punteggio dimezzato anche a Silverstone in Gara 2.
| N° | Data         | Gran Premio | Circuito         | Superpole        | Vincitore Gara 1 | Vincitore Gara 2 | Leader del campionato | Resoconto |
| -- | ------------ | ----------- | ---------------- | ---------------- | ---------------- | ---------------- | --------------------- | --------- |
| 1  | 26 febbraio  | Australia   | Phillip Island   | Tom Sykes        | Max Biaggi       | Carlos Checa     | Max Biaggi            | Resoconto |
| 2  | 1º aprile    | Italia      | Imola            | Tom Sykes        | Carlos Checa     | Carlos Checa     | Carlos Checa          | Resoconto |
| 3  | 22 aprile    | Paesi Bassi | Assen            | Tom Sykes        | Sylvain Guintoli | Jonathan Rea     | Max Biaggi            | Resoconto |
| 4  | 6 maggio     | Italia      | Monza            | Sylvain Guintoli | Cancellata       | Tom Sykes        | Max Biaggi            | Resoconto |
| 5  | 13 maggio    | Europa      | Donington        | Tom Sykes        | Marco Melandri   | Jonathan Rea     | Max Biaggi            | Resoconto |
| 6  | 28 maggio    | Stati Uniti | Salt Lake City   | Jakub Smrž       | Carlos Checa     | Marco Melandri   | Max Biaggi            | Resoconto |
| 7  | 10 giugno    | San Marino  | Misano Adriatico | Tom Sykes        | Max Biaggi       | Max Biaggi       | Max Biaggi            | Resoconto |
| 8  | 1º luglio    | Spagna      | Aragon           | Tom Sykes        | Max Biaggi       | Marco Melandri   | Max Biaggi            | Resoconto |
| 9  | 22 luglio    | Rep. Ceca   | Brno             | Tom Sykes        | Marco Melandri   | Marco Melandri   | Max Biaggi            | Resoconto |
| 10 | 5 agosto     | Regno Unito | Silverstone      | Jakub Smrž       | Loris Baz        | Sylvain Guintoli | Max Biaggi            | Resoconto |
| 11 | 26 agosto    | Russia      | Mosca            | Carlos Checa     | Tom Sykes        | Marco Melandri   | Marco Melandri        | Resoconto |
| 12 | 9 settembre  | Germania    | Nürburgring      | Max Biaggi       | Max Biaggi       | Chaz Davies      | Max Biaggi            | Resoconto |
| 13 | 23 settembre | Portogallo  | Portimão         | Tom Sykes        | Tom Sykes        | Eugene Laverty   | Max Biaggi            | Resoconto |
| 14 | 7 ottobre    | Francia     | Magny Cours      | Tom Sykes        | Sylvain Guintoli | Tom Sykes        | Max Biaggi            | Resoconto |

## Classifiche

### Classifica Piloti
| Pos. | Pilota            | Moto           |     |     |     |     |     |     |    |    |     |     |     |     |     |     |     |     |     |     |     |     |     |     |     |     |     |     |     |     | P.ti  |
| ---- | ----------------- | -------------- | --- | --- | --- | --- | --- | --- | -- | -- | --- | --- | --- | --- | --- | --- | --- | --- | --- | --- | --- | --- | --- | --- | --- | --- | --- | --- | --- | --- | ----- |
| 1    | Max Biaggi        | Aprilia        | 1   | 2   | 4   | 4   | 4   | 8   | AN | 5  | 5   | 2   | 3   | 3   | 1   | 1   | 1   | 4   | 6   | 4   | Rit | 11  | 3   | Rit | 1   | 13  | 4   | 3   | Rit | 5   | 358   |
| 2    | Tom Sykes         | Kawasaki       | 4   | 3   | 2   | 2   | Rit | 6   | AN | 1  | 3   | 3   | 8   | 5   | 4   | 7   | Rit | 8   | 2   | 2   | 8   | 12  | 1   | 2   | 4   | 5   | 1   | Rit | 3   | 1   | 357,5 |
| 3    | Marco Melandri    | BMW            | 2   | 6   | 6   | 10  | 9   | 4   | AN | 4  | 1   | Rit | 2   | 1   | Rit | 4   | 2   | 1   | 1   | 1   | 7   | 8   | 2   | 1   | Rit | Rit | NP  | NP  | 2   | Rit | 328,5 |
| 4    | Carlos Checa      | Ducati         | Rit | 1   | 1   | 1   | 3   | 17  | AN | 7  | 6   | Rit | 1   | Rit | 2   | Rit | 3   | 7   | 4   | 3   | 5   | 6   | Rit | 4   | 12  | 6   | 2   | 5   | Rit | 7   | 287,5 |
| 5    | Jonathan Rea      | Honda          | 7   | 4   | 9   | 5   | Rit | 1   | AN | 6  | 4   | 1   | 4   | 2   | 5   | 2   | 16  | 5   | Rit | 12  | 4   | 9   | Rit | 7   | Rit | 4   | 6   | 2   | 13  | 2   | 278,5 |
| 6    | Eugene Laverty    | Aprilia        | Rit | 8   | 5   | 6   | 5   | 3   | AN | 3  | 15  | Rit | 5   | 6   | 7   | Rit | 5   | 2   | 5   | 5   | 10  | 4   | 4   | Rit | 2   | 2   | 13  | 1   | 7   | 4   | 263,5 |
| 7    | Sylvain Guintoli  | Ducati         | 3   | Rit | Rit | 11  | 1   | 2   | AN | NP | 8   | 5   | 12  | 10  | 8   | Rit | 12  | 13  |     |     | 16  | 1   | Rit | 11  | 6   | 10  | 3   | 4   | 1   | 3   | 213,5 |
| 8    | Leon Haslam       | BMW            | 12  | 5   | 3   | 3   | Rit | 5   | AN | 2  | 2   | 15  | 10  | 8   | 12  | 3   | 7   | 6   | 7   | 7   | 6   | 17  | 6   | Rit | 7   | Rit | 19  | Rit | 5   | Rit | 200   |
| 9    | Chaz Davies       | Aprilia        | NP  | NP  | Rit | 14  | Rit | Rit | AN | 12 | 12  | 7   | 7   | 4   | 6   | Rit | 4   | 3   | 11  | 6   | 14  | 7   | Rit | 3   | 3   | 1   | NP  | Rit | Rit | 8   | 164,5 |
| 10   | Davide Giugliano  | Ducati         | 9   | 13  | Rit | Rit | 2   | 9   | AN | 8  | 7   | Rit | 11  | 7   | 3   | Rit | 8   | 10  | Rit | 11  | 9   | Rit | Rit | 6   | Rit | 7   | NP  | NC  | 8   | 6   | 143   |
| 11   | Michel Fabrizio   | BMW            | 6   | Rit | Rit | Rit | 6   | 10  | AN | NP | 10  | 13  | 9   | 12  | 14  | 6   | 6   | 11  | 8   | 10  | 2   | 13  | 5   | Rit | Rit | Rit | 10  | 8   | 12  | Rit | 137,5 |
| 12   | Ayrton Badovini   | BMW            | Rit | Rit | 15  | 15  | Rit | 7   | AN | 10 | 11  | 6   | 14  | 13  | 11  | 5   | Rit | 9   | NP  | Rit | 3   | Rit | 12  | 8   | 9   | 9   | 9   | 6   | 6   | 9   | 133   |
| 13   | Loris Baz         | Kawasaki       |     |     |     |     |     |     |    |    | 16  | 8   | 15  | 14  | Rit | 8   | Rit | 20  | 3   | 8   | 1   | 2   | 11  | 9   | Rit | 8   | 7   | 7   | 10  | Rit | 122   |
| 14   | Leon Camier       | Suzuki         | 17  | 12  | Rit | 8   | Rit | 14  | AN | 15 | 9   | 4   | 13  | 11  | 10  | 15  | 9   | Rit | 14  | 9   | Rit | Rit | 15  | 5   | 5   | 3   | 11  | Rit | Rit | 10  | 115,5 |
| 15   | Jakub Smrž        | Ducati         | 5   | 11  | 11  | 7   | 7   | Rit | AN | 9  | 14  | Rit | 6   | 9   | 9   | 9   | Rit | NP  | 10  | 13  | 17  | 3   |     |     |     |     |     |     |     |     | 92,5  |
| 16   | Maxime Berger     | Ducati         | 13  | 7   | 12  | 12  | 11  | Rit | AN | 13 | 13  | Rit | 16  | 15  | 13  | 11  | 10  | 12  | 9   | 15  | 11  | 5   |     |     | 11  | 14  |     |     | 4   | 11  | 92    |
| 17   | Lorenzo Zanetti   | Ducati         | 11  | 14  | 8   | 13  | 14  | Rit | AN | 14 | 18  | 12  | Rit | Rit | Rit | Rit | 13  | 14  | 16  | 16  | 12  | 16  | 8   | 10  | 8   | 11  | 16  | 12  | Rit | 13  | 68    |
| 18   | Hiroshi Aoyama    | Honda          | 8   | 9   | 18  | Rit | 12  | 13  | AN | 11 | 17  | 10  | 17  | Rit | 16  | 12  | 14  | 15  | Rit | Rit | 13  | 14  | 13  | Rit | 10  | 15  | 8   | Rit | Rit | 14  | 61,5  |
| 19   | John Hopkins      | Suzuki         |     |     | 13  | Rit | Rit | 11  | AN | NP |     |     | Rit | 16  | 17  | 14  | 15  | Rit | 15  | 14  | Rit | 10  | 9   | 12  | 13  | 12  | 12  | 11  | NP  | NP  | 44    |
| 20   | Niccolò Canepa    | Ducati         | 20  | 10  | 10  | Rit | 8   | Rit | AN | 17 | 19  | 11  | Rit | Rit | 18  | 13  | 11  | 17  |     |     | Rit | 15  | 7   | Rit | NP  | NP  |     |     |     |     | 42,5  |
| 21   | David Salom       | Kawasaki       | 14  | Rit | 19  | 17  | 13  | 12  | AN | NP |     |     | Rit | Rit | Rit | Rit | Rit | 16  | 18  | Rit | 15  | Rit | 10  | 13  | NP  | NP  | Rit | 13  |     |     | 22    |
| 22   | Brett McCormick   | Ducati         |     |     | 16  | 16  | NP  | Rit |    |    |     |     |     |     |     |     |     |     |     |     | NP  | NP  |     |     | 15  | Rit | 5   | 9   |     |     | 19    |
| 23   | Joan Lascorz      | Kawasaki       | 15  | Rit | 7   | 9   |     |     |    |    |     |     |     |     |     |     |     |     |     |     |     |     |     |     |     |     |     |     |     |     | 17    |
| 24   | Claudio Corti     | Kawasaki       |     |     |     |     |     |     |    |    |     |     |     |     |     |     |     |     |     |     |     |     |     |     |     |     |     |     | 9   | 12  | 11    |
| 25   | Norino Brignola   | BMW            |     |     |     |     |     |     |    |    |     |     |     |     |     |     | 17  | 19  | 13  | 17  | NP  | NP  |     |     | 17  | 17  | 17  | 15  | 11  | 15  | 10    |
| 26   | Leandro Mercado   | Kawasaki       |     |     | 14  | Rit | 10  | 15  | AN | 16 | Rit | Rit | Rit | 17  | 19  | 16  | Rit | 18  | Rit | NP  |     |     |     |     |     |     |     |     |     |     | 9     |
| 27   | Lorenzo Lanzi     | Ducati         |     |     |     |     |     |     |    |    |     |     |     |     |     |     |     |     |     |     |     |     |     |     | 14  | 16  | 18  | 10  |     |     | 8     |
| 28   | Matteo Baiocco    | Ducati         |     |     |     |     |     |     |    |    |     |     |     |     | 15  | 10  |     |     |     |     |     |     |     |     |     |     | 15  | Rit |     |     | 8     |
| 29   | Alexander Lundh   | Kawasaki       |     |     |     |     |     |     |    |    |     |     |     |     |     |     |     |     |     |     |     |     | 14  | 14  | 16  | Rit | 14  | 14  | NP  | NP  | 8     |
| 30   | Peter Hickman     | Suzuki         |     |     |     |     |     |     |    |    | NC  | 9   |     |     |     |     |     |     |     |     |     |     |     |     |     |     |     |     |     |     | 7     |
| 31   | Bryan Staring     | Kawasaki       | 10  | 16  |     |     |     |     |    |    |     |     |     |     |     |     |     |     |     |     |     |     |     |     |     |     |     |     |     |     | 6     |
| 32   | Alessandro Polita | Ducati         |     |     |     |     |     |     |    |    |     |     |     |     |     |     |     |     | 12  | Rit |     |     |     |     |     |     |     |     |     |     | 4     |
| 33   | Mark Aitchison    | BMW            | 18  | Rit | 17  | 18  | 15  | 16  | AN | NP | NC  | 14  |     |     |     |     |     |     |     |     |     |     |     |     |     |     |     |     |     |     | 3     |
| 34   | Joshua Brookes    | Suzuki         | 16  | 15  |     |     |     |     |    |    |     |     |     |     |     |     |     |     |     |     |     |     |     |     |     |     |     |     |     |     | 1     |
| NC   | David McFadden    | Kawasaki       |     |     |     |     |     |     |    |    |     |     |     |     |     |     |     |     |     |     |     |     | 16  | Rit |     |     |     |     |     |     | 0     |
|      | Viktor Kispataki  | Honda          |     |     |     |     |     |     |    |    |     |     |     |     |     |     |     |     | 17  | 18  |     |     |     |     |     |     |     |     |     |     | 0     |
|      | Federico Sandi    | BMW            |     |     |     |     |     |     |    |    |     |     |     |     | 20  | 17  |     |     |     |     |     |     |     |     |     |     |     |     |     |     | 0     |
|      | Raffaele De Rosa  | Honda          | NP  | 17  |     |     |     |     |    |    |     |     |     |     |     |     |     |     |     |     |     |     |     |     |     |     |     |     |     |     | 0     |
|      | Jake Holden       | BMW            |     |     |     |     |     |     |    |    |     |     | 19  | 18  |     |     |     |     |     |     |     |     |     |     |     |     |     |     |     |     | 0     |
|      | Shane Turpin      | Ducati         |     |     |     |     |     |     |    |    |     |     | 18  | 19  |     |     |     |     |     |     |     |     |     |     |     |     |     |     |     |     | 0     |
|      | David Johnson     | BMW e Kawasaki | 19  | Rit |     |     |     |     |    |    |     |     |     |     |     |     |     |     |     |     | NP  | NP  |     |     |     |     |     |     |     |     | 0     |
|      | Gary Mason        | Kawasaki       |     |     |     |     |     |     |    |    | Rit | Rit |     |     |     |     |     |     |     |     |     |     |     |     |     |     |     |     |     |     | 0     |
|      | Lorenzo Alfonsi   | Honda          |     |     | Rit | Rit |     |     |    |    |     |     |     |     |     |     |     |     |     |     |     |     |     |     |     |     |     |     |     |     | 0     |
|      | Sergio Gadea      | Kawasaki       |     |     |     |     |     |     | AN | NP |     |     |     |     |     |     |     |     |     |     |     |     |     |     |     |     |     |     |     |     | 0     |
| Pos  | Pilota            | Moto           |     |     |     |     |     |     |    |    |     |     |     |     |     |     |     |     |     |     |     |     |     |     |     |     |     |     |     |     | P.ti  |

| Legenda | 1º posto        | 2º posto            | 3º posto           | A punti      | Senza punti        | Grassetto – Pole position Corsivo – Giro più veloce |
| Legenda | Gara non valida | Non qual./Non part. | Ritirato/Non class | Squalificato | '-' Dato non disp. | Grassetto – Pole position Corsivo – Giro più veloce |

### Sistema di punteggio
| Pos.  | 1  | 2  | 3  | 4  | 5  | 6  | 7 | 8 | 9 | 10 | 11 | 12 | 13 | 14 | 15 | 16> |
| ----- | -- | -- | -- | -- | -- | -- | - | - | - | -- | -- | -- | -- | -- | -- | --- |
| Punti | 25 | 20 | 16 | 13 | 11 | 10 | 9 | 8 | 7 | 6  | 5  | 4  | 3  | 2  | 1  | 0   |

### Costruttori
| Pos. | Costruttore | Motocicletta |    |    |    |   |     |    |    |    |   |   |    |    |    |    |     |     |    |    |     |    |    |   |    |   |    |    |     |    | P.ti  |
| ---- | ----------- | ------------ | -- | -- | -- | - | --- | -- | -- | -- | - | - | -- | -- | -- | -- | --- | --- | -- | -- | --- | -- | -- | - | -- | - | -- | -- | --- | -- | ----- |
| 1    | Aprilia     | RSV4 Factory | 1  | 2  | 4  | 4 | 4   | 3  | AN | 3  | 5 | 2 | 3  | 3  | 1  | 1  | 1   | 2   | 5  | 4  | 10  | 4  | 3  | 3 | 1  | 1 | 4  | 1  | 7   | 4  | 444,5 |
| 2    | BMW         | S1000RR      | 2  | 5  | 3  | 3 | 6   | 4  | AN | 2  | 1 | 6 | 2  | 1  | 11 | 3  | 2   | 1   | 1  | 1  | 2   | 8  | 2  | 1 | 7  | 9 | 9  | 6  | 2   | 9  | 421   |
| 3    | Ducati      | 1098 R       | 3  | 1  | 1  | 1 | 1   | 2  | AN | 7  | 6 | 5 | 1  | 7  | 2  | 9  | 3   | 7   | 4  | 3  | 5   | 1  | 7  | 4 | 6  | 6 | 2  | 4  | 1   | 3  | 416   |
| 4    | Kawasaki    | ZX-10R       | 4  | 3  | 2  | 2 | 10  | 6  | AN | 1  | 3 | 3 | 8  | 5  | 4  | 7  | Rit | 8   | 2  | 2  | 1   | 2  | 1  | 2 | 4  | 5 | 1  | 7  | 3   | 1  | 397,5 |
| 5    | Honda       | CBR1000RR    | 7  | 4  | 9  | 5 | 12  | 1  | AN | 6  | 4 | 1 | 4  | 2  | 5  | 2  | 14  | 5   | 17 | 12 | 4   | 9  | 13 | 7 | 10 | 4 | 6  | 2  | 13  | 2  | 293,5 |
| 6    | Suzuki      | GSX-R1000    | 16 | 12 | 13 | 8 | Rit | 11 | AN | 15 | 9 | 4 | 13 | 11 | 10 | 14 | 9   | Rit | 14 | 9  | Rit | 10 | 9  | 5 | 5  | 3 | 11 | 11 | Rit | 10 | 136,5 |